# النظام الديمقراطي الليبرالي
النظام الديمقراطي الليبرالي (بالبرتغالية: Ordem Liberal Democrata)  هو حزب سياسي في ساو تومي وبرينسيب. تأسس رسميا بعد الانتخابات العامة عام 2014، من قبل مجموعة من المواطنين الحاسين بالغضب بسبب ما اعتبروه الأزمة السياسية الدورية في البلد والعجز الحالي للطبقة الحاكمة عن إدارة الشؤون العامة بطريقة شفافة ومنظمة ومثمرة.
يسعى الحزب إلى دعم سيادة القانون والديمقراطية التمثيلية، ويكافح من أجل بناء مجتمع أكثر عدلاً وتوحيدًا وازدهارًا من خلال تعزيز الأمة والنظام والتميز كركائز أساسية للدولة.